# شندرشامي (غربي أردبيل)
شندرشامي (بالفارسية: شندرشامی) هي منطقة سكنية تقع في إيران في قسم الغربي الريفي. يقدر عدد سكانها بـ 131 نسمة بحسب إحصاء 2016.